# Grünefeld
Grünefeld ist ein Ortsteil der Gemeinde Schönwalde-Glien im Landkreis Havelland in Brandenburg. 2017 lebten hier 476 Einwohner.

## Geschichte
Von 1379 ist die älteste Erwähnung des Straßenangerdorfes mit der Schreibweise Grunenvelde erhalten. 1412 wurde der Ort als Grunefelt und 1450 als Grunfelde erwähnt. Seit 1684 ist die Schreibweise des Ortsnamens auf das heutige Grünefeld festgelegt.
Im Jahr 1450 werden die Herren von Bredow als Besitzer des Dorfes aufgeführt. Kurz darauf wurden die ansässigen Familien Schwante und Redern zu Beetz mit Teilen von Grünefeld belehnt. Anfang des 17. Jahrhunderts wurde der Ort zu einem Rittergut. Im Jahr 1697 wurde Grünefeld nach einem Ortsbrand verwüstet. Im Jahr 1802 wurde der Ort durch ein weiteres Feuer zerstört und kurz darauf wieder neu errichtet.
Seit 1992 gehörte er zum Amt Nauen-Land in Brandenburg, seit 2003 ist er Teil der Gemeinde Schönwalde-Glien.

## Politik

### Wappen
| Wappen von Grünefeld | Blasonierung: „Gespalten von Grün und Gold, hinten ein stehender schwarzer Kranich mit einem silbernen Stein in der erhobenen rechten Kralle.“ |
| Wappen von Grünefeld | Wappenbegründung: Das Wappen versinnbildlicht den Namen des bereits 1379 als „tu Grunenvelde“ erwähnten Ortes in redender Weise durch ein grünes (Wappen-)Feld. Das zweite Motiv stellt einen in der schwarzen Tingierung seltenen Kranich dar, der als originelle Turmspitze die Kirche von Grünefeld ziert. Das Wappen wurde vom Heraldiker Frank Diemar aus Erfurt gestaltet und am 3. April 2000 durch das Ministerium des Innern genehmigt. |

### Flagge
Die Flagge wurde vom Heraldiker Frank Diemar gestaltet und am 3. April 2000 durch das Ministerium des Innern genehmigt.
Die Flagge ist Gelb – Grün (1:1) gestreift (Querform: Streifen waagerecht verlaufend, Längsform: Streifen senkrecht verlaufend) und mittig mit dem Wappen belegt.

## Sehenswürdigkeiten und Kultur

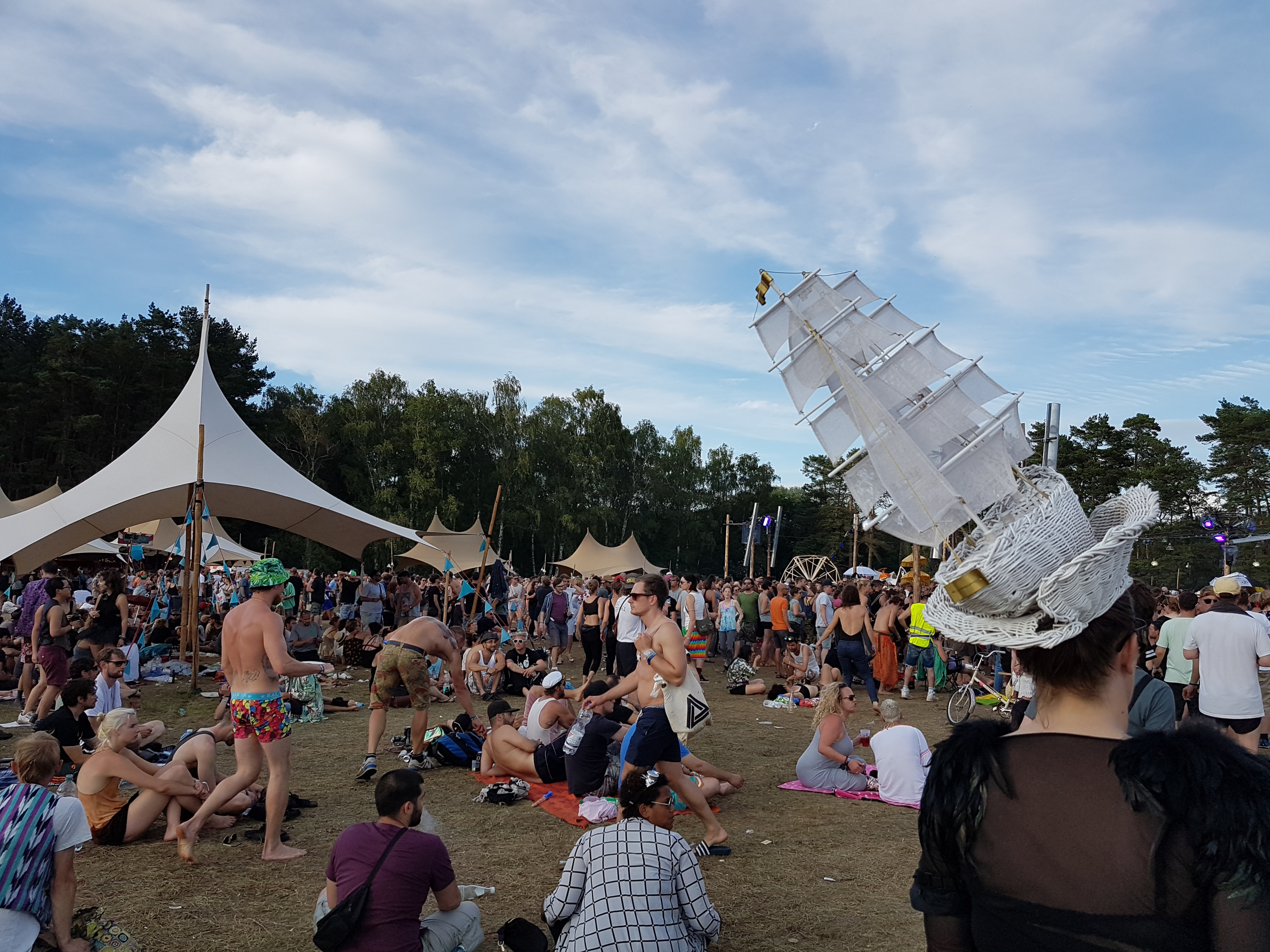
Nation of Gondwana 2017

- Die barocke Dorfkirche Grünefeld entstand im Jahr 1733 unter Verwendung eines Vorgängerbaus. Das Bauwerk wurde 1910 durch einen neobarocken Kirchturm erweitert. Im Innenraum steht unter anderem eine Orgel, die Carl Ludwig Gesell gemeinsam mit Carl Schultze im Jahr 1850 errichtete.
- Kiessee
- Nation of Gondwana, jährliches Festival für elektronische Musik mit 8000 Besuchern